# Ignaz Hardt
Ignaz Hardt (* 2. August 1749 in Otterfing; † 16. April 1811 in München) war ein deutscher Bibliothekar.

## Leben
Nach geistlichen Studien in Salzburg und Landshut wurde er 1773 zum Priester geweiht und trat anschließend in den Kirchendienst ein. 1786 wurde er Mitarbeiter der kurfürstlich bayerischen Hofbibliothek, zuerst als Adjunct, dann ab 1801 als Unterbibliothekar. Er widmete sich vor allem den Handschriften der Bibliothek und ihrer Katalogisierung, insbesondere den griechischen Handschriften, die er in einem fünfbändigen Katalog erfasste; dieser blieb bis zum Beginn der Neukatalogisierung im Jahr 1992 maßgeblich. 1799 wurde er ordentliches Mitglied der Bayerischen Akademie der Wissenschaft.

## Schriften
- Ueber den Zustand der churfürstlichen Hofbibliotheck überhaupt und insbesondere über die griechischen Handschriften derselben: eine Rede am Namensfeste Sr. churfürstl. Durchlaucht etc. etc., München 1803.
- Catalogus codicum manuscriptorum Graecorum Bibliothecae Regiae Bavaricae. 5 Bände, München 1806–1812.